# Ribeirão Preto
Ribeirão Preto es un municipio brasileño del interior del estado de São Paulo. Se encuentra a 313 kilómetros al noroeste de la capital estadual y a setecientos kilómetros de Brasilia. Su territorio de 652 km² tiene una población estimada de 780 mil habitantes (2019).
Ribeirão Preto es uno de los más importantes centros urbanos del interior del estado de São Paulo, teniendo como principales actividades económicas el comercio, la prestación de servicios y la producción de la caña de azúcar. Posee una sede de la Universidad de São Paulo (USP) y un excelente centro médico que contribuye con el 4 % de toda la producción científica nacional.
Es conocida como una de las ciudades con más renta per cápita de Estado de São Paulo y de Brasil.

## Clima
El clima de Ribeirão Preto puede ser clasificado como clima tropical de sabana, de acuerdo con la clasificación climática de Köppen. Las precipitaciones se presentan en forma de lluvia y, en algunas ocasiones, granizo, y pueden ir acompañadas de rayos y tormentas, y ser de fuerte intensidad. También se pueden producir algunos episodios de viento fuerte, con rachas superiores a los 100 km/h. En la estación seca, los niveles de humedad del aire caen en picado, potencialmente por debajo del 30% o incluso del 20%, muy por debajo del 60% ideal establecido por la Organización Mundial de la Salud (OMS).

## Toponimia
El nombre de la ciudad proviene del arroyo («ribeirão») que atraviesa la ciudad, llamado Petro («negro» en portugués).

## Historia
Fundada oficialmente el 19 de junio de 1856 a partir de estancias ganaderas, el área de Ribeirão Preto ya estaba poblada desde hace algunos años, e inicialmente fue poblada por migrantes de Minas Gerais y pueblos vecinos (agricultores, ganaderos y esclavos africanos) ubicados principalmente en las cercanías del antiguo camino de Goyazes (lo cual empezaba en São Paulo y terminaba en las minas de oro de Goiás), que buscaban nuevas tierras con buenos pastos para el ganado vacuno. Según los registros, el primer dueño de las tierras fue José Mateus dos Reis, quien poseía la mayor parte de la Estancia das Palmeiras, quien realizó una donación de tierras por un valor de 40 mil reales, con la condición que en el lugar se construyera una capilla en honor a "San Sebastián de las Palmeiras".
El 2 de noviembre de 1845, en el barrio de las Palmeiras, fue colocada una cruz de madera con la intención de marcar el terreno para la construcción de la futura capilla de São Sebastião. Junto a esta, surgieron otras donaciones, con la intención de ampliar el patrimonio de la capilla, las cuales fueron hechas por José Alves da Silva, Miguel Bezerra dos Reis, Antônio Bezerra Cavalcanti, Alexandre Antunes Maciel, Mateus José dos Reis, Luís Gonçalves Barbosa y Mariano Pedroso de Almeida, entre otros.
Ribeirão Preto se destacó cómo un grande polo mundial de producción de café a finales del siglo XIX y principios del siglo XX, el cual fue arruinado con una crisis en el año 1929. La gran producción de café trajo muchos inmigrantes europeos (sobre todo italianos, portugueses, españoles y alemanes) y japoneses para trabajar en las haciendas de Ribeirão Preto y de municipios vecinos. Algunos de los inmigrantes, principalmente italianos, vivían en las tierras del antiguo "Núcleo Colonial Antonio Prado" donde cultivaban, producían alimentos y vendían servicios a la ciudad. Este antiguo núcleo originó los actuales barrios de Ipiranga, Campos Eliseos, Sumarezinho y otros de las zonas norte y este de Ribeirão Preto.
Debido al gran empeño de los bandeirantes en el interior de São Paulo, el lema de la ciudad se convirtió en "Bandeirantvm ager" que significa, del latín, "Era de los bandeirantes".

## Economía
En el sector de agricultura y ganadería, la principal producción en el municipio es de la caña de azúcar. La región de Ribeirão Preto es conocida por sus plantas industriales de azúcar y alcohol, siendo reconocida como una de las mayores regiones productoras del mundo. Otros cultivos importantes son los pastos para la ganadería, maíz, maní y soja. 
La industria es un sector importante de la economía de Ribeirão Preto. Las principales industrias en el municipio son de materiales médicos y odontológicos, alimentos, bebidas, materiales de construcción, químicas y textiles.
El comercio y los servicios son de grande importancia al municipio. La grande red de comercio mayorista y minorista además de los servicios, principalmente del sector de salud (con clínicas, hospitales y centros médicos), atraen muchas personas de toda la región y de regiones afuera. En la ciudad están cuatro grandes centros comerciales. Muchas empresas multinacionales de varias actividades tienen oficinas en Ribeirão Preto.

## Turismo, cultura y eventos

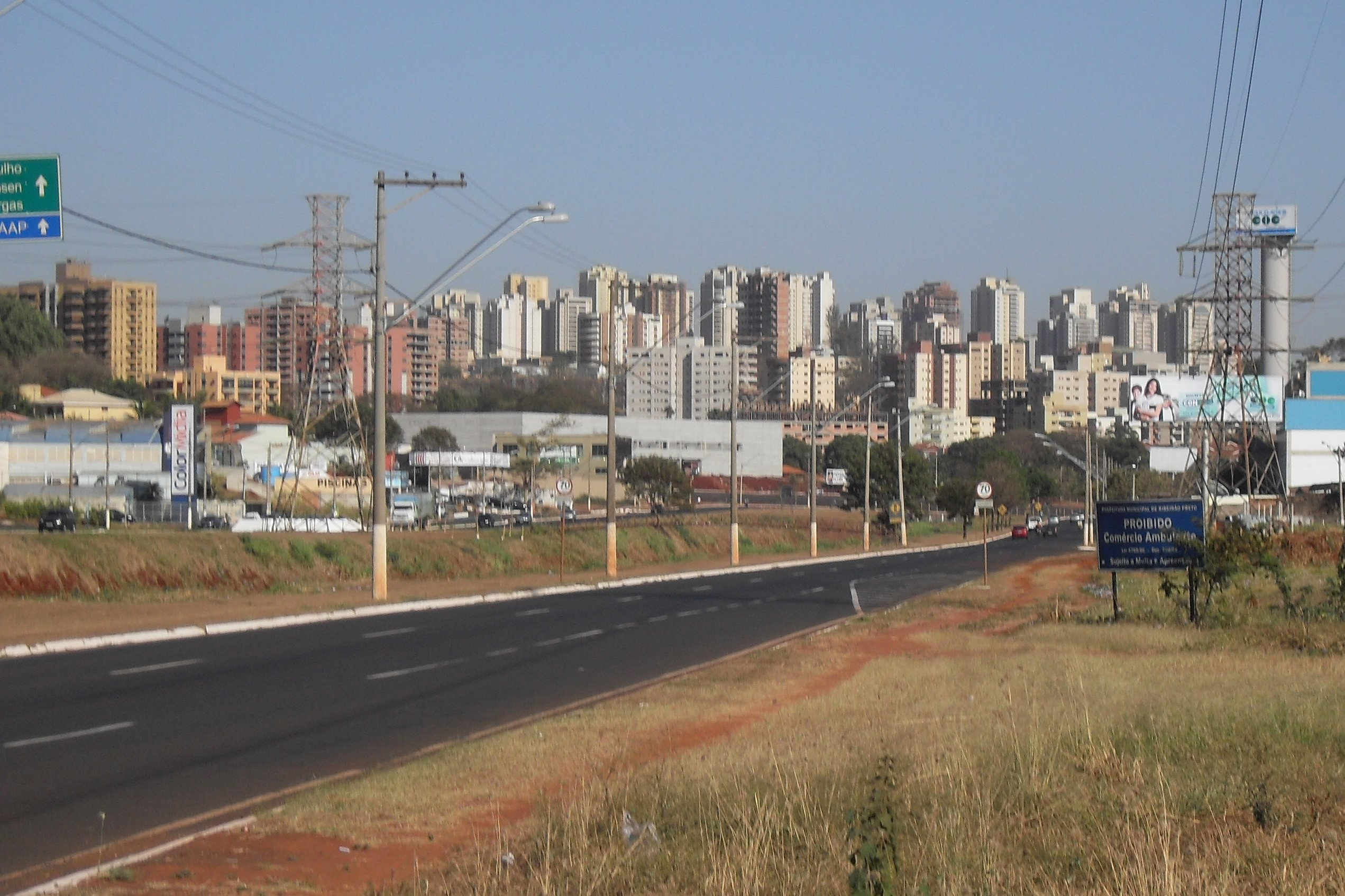
Parte este de la ciudad de Ribeirão Preto.

Es agradable el Teatro "Pedro II" ubicado en "Quarteirão Paulista" (en la región central de la ciudad); los museos: Museu do Café (Museo del Café), en las instalaciones de la Universidad de São Paulo, la Casa da Memória Italiana (Casa de la Memoria Italiana) y el Museu de Arte de Ribeirão Preto - MARP (Museo de Arte). Los principales parques son el Parque "Curupira" (Parque Pref. Luiz Roberto Jabali), el Parque Luiz Carlos Raya, el Parque das Artes, estos ubicados en la zona sur; el Parque Tom Jobim, ubicado en la zona norte; el Parque Ecológico Maurílio Biagi, en la zona central.
Ribeirão Preto es nacionalmente conocida por la famosa "Choperia Pinguim", una casa de cervezas y choppes originaria de cuando existía a las afueras una fábrica de cerveza cuyo símbolo era un pingüino. La leyenda dice que su grifo de cerveza estaba conectado directamente a la fábrica. Está ubicada en el "Quarteirão Paulista", al lado del Teatro Pedro II. 
También es reseñable su feria de maquinaria agrícola, "Agrishow", la cual se pasa todos los años en abril, reconocida como la más grande feria agrícola de Brasil, atrayendo a muchísimas personas de todas las regiones de Brasil y de algunos países del mundo.
Eminentemente universitaria, por la ciudad están casas de espectáculos y clubes nocturnos. En la semana del Carnaval, algunos bloques de carnaval se forman en las calles.
Anualmente se lleva a cabo el festival "João Rock", un gran evento con famosas bandas de rock brasileñas; el festival "Ribeirão Rodeo Music", un grande evento de Música sertaneja, y muchos otros eventos.

## Deportes

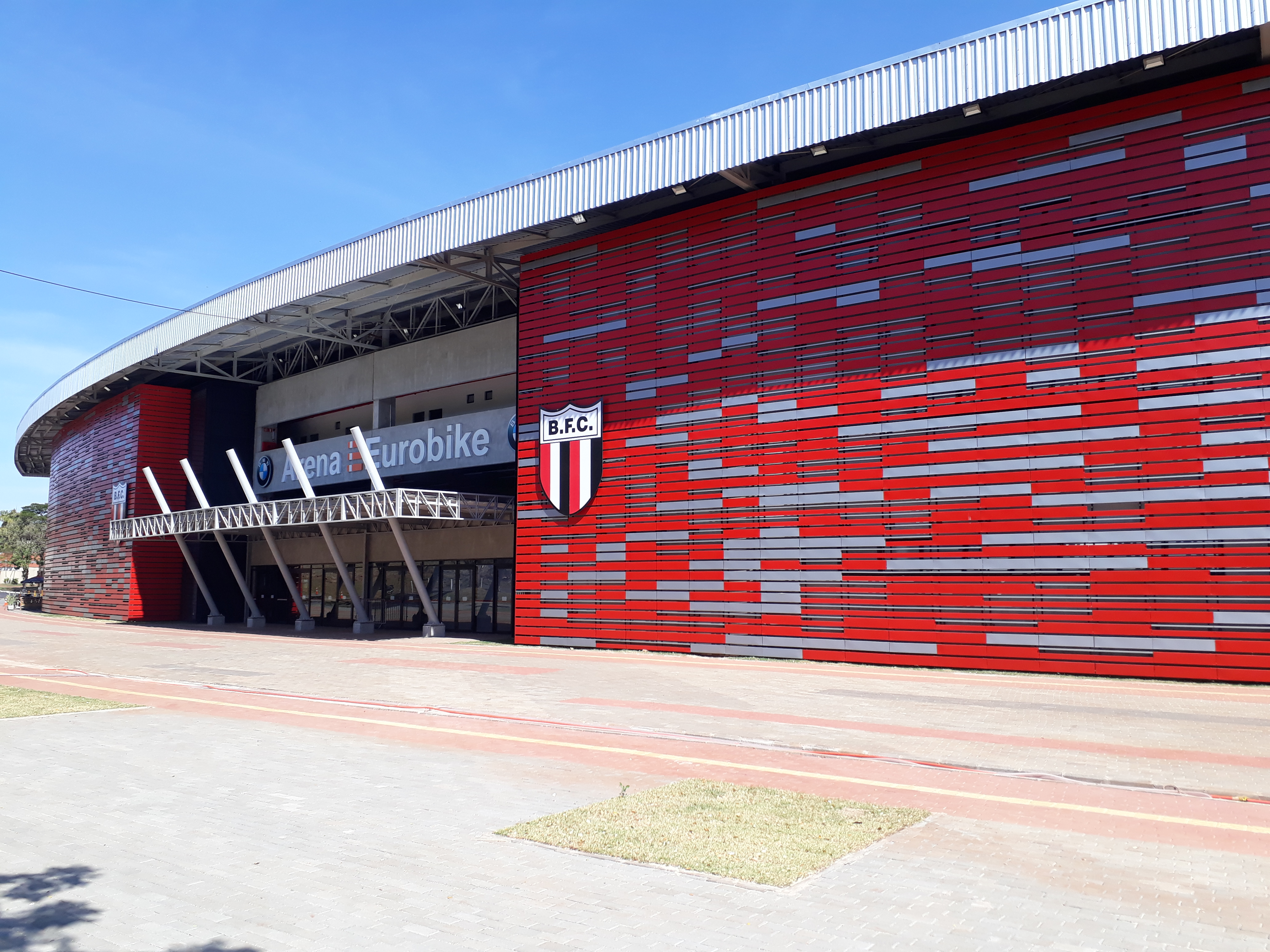
imagen de la fachada del Botafogo FC de Ribeirão Preto.

Ribeirão Preto tiene dos clubes profesionales de fútbol: Botafogo FC (a menudo referido cómo Botafogo-SP) que actualmente juega el Campeonato Brasileño de Serie B y el Campeonato Paulista; y Comercial FC que juega el Campeonato Paulista - Serie A3. El clásico Come-Fogo es el nombre del partido en el que se enfrentan los dos equipos.
El Estádio Santa Cruz pertenece a Botafogo, mientras que el Estádio Palma Travassos pertenece a Comercial.
A 2014 Ribeirão Preto fue la base de entrenamiento de la Selección francesa de Fútbol para el Mundial de Fútbol FIFA 2014 en Brasil, siendo el Estádio Santa Cruz y el antiguo "Centro de Treinamento Manoel Leão" los locales de los entrenamientos de los franceses, y el Teatro Pedro II el local de entrevistas con la prensa
A 2017 se fundó en Ribeirão Preto el equipo de voleibol masculino Vôlei Ribeirão, que después de ganar el título de la Superliga Brasileña B a 2018, jugó la Superliga Serie A entre 2019-2021. Sus juegos acontecían en el estádio Cava do Bosque, un centro deportivo municipal. A 2021 fue anunciado el final del equipo
En Ribeirão Preto está el RP Skate Park, una pista de skateboard ubicada en el Parque Ecológico Maurilio Biagi y fue proyectada por el campeón mundial Bob Burnquist. Puede recibir los estilos park y street.
Del 1 al 16 de septiembre, en el 2023, Ribeirão Preto recibió los Juegos Brasileños de la Juventud, un grande evento deportivo organizado por el Comité Olímpico Brasileño. El evento reunió cerca de 4 mil atletas de hasta 17 años de todos los estados de Brasil incluyendo del Distrito Federal, los cuales disputaron en 18 modalidades deportivas